# Lyon County, Iowa
Lyon County är ett administrativt område i delstaten Iowa, USA, med 11 581 invånare. Den administrativa huvudorten (county seat) är Rock Rapids.

## Geografi
Enligt United States Census Bureau har countyt en total area på 1 522 km². 1 522 km² av den arean är land och 0 km² är vatten.

### Angränsande countyn
- Rock County, Minnesota - nord
- Nobles County, Minnesota - nordost
- Osceola County - öst
- Sioux County - syd
- Lincoln County, South Dakota - väst
- Minnehaha County, South Dakota - nordväst

### Orter
- Alvord
- Doon
- George
- Inwood
- Larchwood
- Lester
- Little Rock
- Rock Rapids (huvudort)